# Big Sandy (Montana)
Big Sandy és una població dels Estats Units a l'estat de Montana. Segons el cens del 2000 tenia 703 habitants.

## Demografia
Segons el cens del 2000, Big Sandy tenia 703 habitants, 296 habitatges, i 179 famílies. La densitat de població era de 616,9 habitants per km².
Dels 296 habitatges en un 24,3% hi vivien nens de menys de 18 anys, en un 49,7% hi vivien parelles casades, en un 8,1% dones solteres, i en un 39,2% no eren unitats familiars. En el 36,8% dels habitatges hi vivien persones soles el 19,6% de les quals corresponia a persones de 65 anys o més que vivien soles. El nombre mitjà de persones vivint en cada habitatge era de 2,18 i el nombre mitjà de persones que vivien en cada família era de 2,83.
Per edats la població es repartia de la següent manera: un 21,6% tenia menys de 18 anys, un 5,8% entre 18 i 24, un 16,8% entre 25 i 44, un 28,7% de 45 a 60 i un 27% 65 anys o més.
L'edat mediana era de 48 anys. Per cada 100 dones de 18 o més anys hi havia 88,1 homes.
La renda mediana per habitatge era de 28.523 $ i la renda mediana per família de 35.417 $. Els homes tenien una renda mediana de 23.000 $ mentre que les dones 17.917 $. La renda per capita de la població era de 14.801 $. Aproximadament el 10,2% de les famílies i el 14,1% de la població estaven per davall del llindar de pobresa.

## Poblacions més properes
El següent diagrama mostra les poblacions més properes.